# Тајус Едни
Тајус Едни (енгл. Tyus Dwayne Edney; Гардина, Калифорнија, 14. фебруар 1973) бивши је амерички кошаркаш и кошаркашки тренер. Играо је на позицији плејмејкера.

## Успеси

### Клупски
- Жалгирис:
  - Евролига (1): 1998/99.
  - Првенство Литваније (1): 1998/99.
  - Северноевропска кошаркашка лига (1): 1998/99.
- Тревизо:
  - Првенство Италије (2): 2001/02, 2002/03.
  - Куп Италије (3): 2000, 2003, 2004.
  - Суперкуп Италије (2): 2001, 2002.

### Репрезентативни
- Игре добре воље:  1994.

### Појединачни
- Најкориснији играч Фајнал фора Евролиге (1): 1998/99.
- Идеални тим Евролиге — прва постава (2): 2001/02, 2002/03.
- Најкориснији играч месеца Евролиге (1): 2005/06. (1)
- Најкориснији играч Купа Италије (1): 2003.
- Најкориснији играч Суперкупа Италије (2): 2001, 2002.
- Идеални тим новајлија НБА — друга постава: 1995/96.
- НБА утакмица рукија: 1996.